# Hähnichen
Hähnichen è un comune di 1.430 abitanti della Sassonia, in Germania.
Appartiene al circondario (Landkreis) di Görlitz (targa GR) ed è parte della comunità amministrativa (Verwaltungsgemeinschaft) di Rothenburg/O.L..